# Districtul Thong Pha Phum
Thong Pha Phum (în thailandeză ทองผาภูมิ) este un district (Amphoe) din provincia Kanchanaburi, Thailanda, cu o populație de 62.848 de locuitori și o suprafață de 3.655,171 km².

## Componență
Districtul este subdivizat în 7 subdistricte (tambon), care sunt subdivizate în 44 de sate (muban).
| Nr. | Nume           | În thailandeză | Sate | Locuitori |  |
| --- | -------------- | -------------- | ---- | --------- |  |
| 1.  | Tha Khanun     | ท่าขนุน          | 5    | 18,544    |  |
| 2.  | Pilok          | ปิล๊อก           | 4    | 5,997     |  |
| 3.  | Hin Dat        | หินดาด          | 8    | 5,346     |  |
| 4.  | Linthin        | ลิ่นถิ่น           | 6    | 6,933     |  |
| 5.  | Chalae         | ชะแล           | 7    | 9,308     |  |
| 6.  | Huai Khayeng   | ห้วยเขย่ง        | 8    | 10,981    |  |
| 7.  | Sahakon Nikhom | สหกรณ์นิคม       | 6    | 5,739     |  |